# Isla Kámenni (San Petersburgo)
La isla Kámenni (en ruso: Ка́менный о́стров) es una isla en el delta del Nevá en el norte de la ciudad de San Petersburgo en el distrito histórico de la ciudad llamado Ostrova. Su nombre oficial entre 1920 y 1989 fue "Isla de los Trabajadores" (остров Трудящихся). La superficie de la isla es de 1.06 km².
La isla está en realidad formada por varias islas separadas por canales. Se encuentran entre el Gran Nevka y el Pequeño Nevka y el arroyo Krestovka. La isla Kámenni está repleta de fincas y monumentos históricos, así como donaciones de gente famosa, verjas forjadas y parques verdes. Hasta la década de 1990 se conservaba un roble plantado por Pedro el Grande.

## Historia
Cuenta la leyenda que frente a la orilla sur de la isla, en el lecho del río Nevá, yacía una enorme piedra que sobresalía sobre las aguas y daría nombre a la isla.
Al comienzo de la construcción de San Petersburgo, la isla Kámenni se hallaba aún en la periferia del núcleo de la nueva ciudad. No obstante, desde los primeros años, su historia se verá asociada con muchos personajes prominentes de la historia de Rusia.
En 1713, diez años después de la fundación de la ciudad, el canciller Gavril Golovkin se asentó en la isla. Después de Golovkin, la isla pasó a ser propiedad del siguiente canciller, Alekséi Bestúzhev-Riumin, que la transformaría en profundidad. Trasladó a cientos de familias campesinas desde sus pueblos en Malorosiya y les ordenó talar los bosques y drenar los pantanos. Invitó a Bartolomeo Rastrelli a edificar un palacio en la parte oriental. Junto al palacio fue diseñado un jardín a la francesa, donde se condujeron festividades con baile de máscaras y fuegos artificiales para el público noble.

### Suburbios de Petersburgo

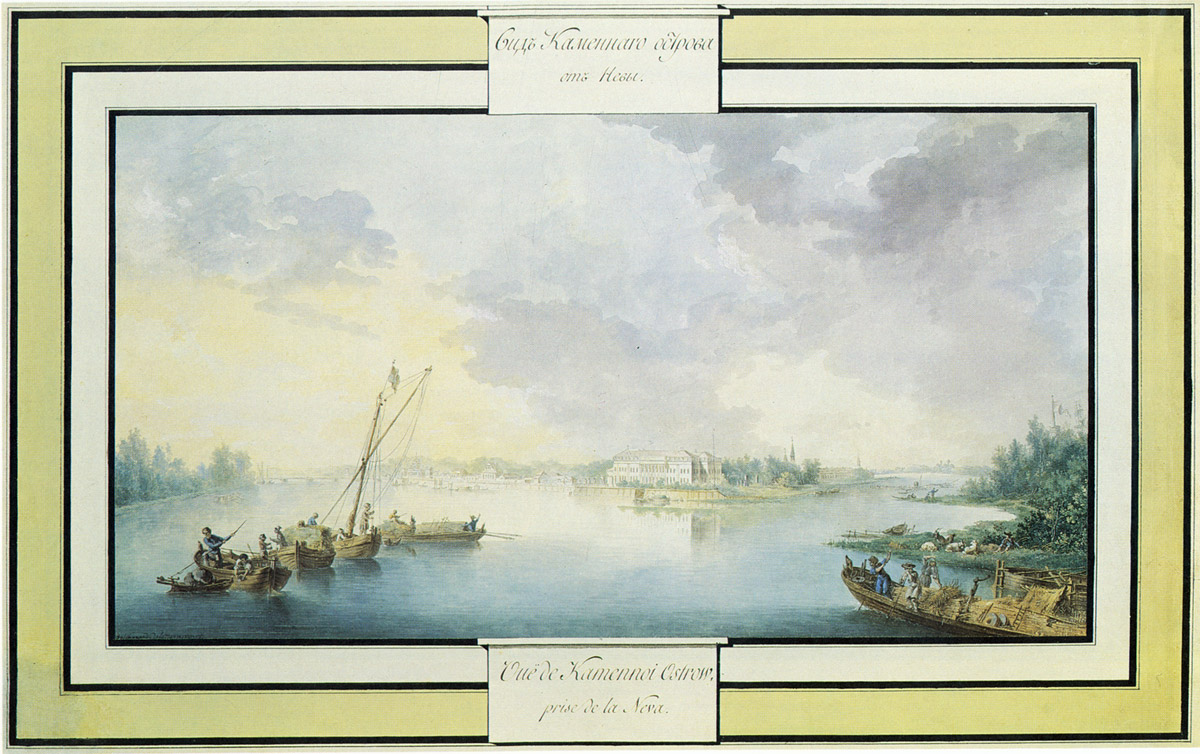
Jean Balthasar de la Traverse, Vista de la isla Kámenni desde los terraplenes del Gran Nevka, 1786.

En 1765, la zarina Catalina la Grande acabó con el gobierno de los cancilleres sobre la isla, devolviéndola a la propiedad de la familia imperial y entregándosela al heredero al trono, el zarévich Pablo Petróvich. La élite metropolitana consideraba la isla muy conveniente para vivir y se alineó para obtener permiso para construir dachas en los alrededores de la residencia del gran duque. El palacio de Pablo fue construido por Yuri Felten, el creador de la planta del Jardín de Verano. El jardín fue diseñado por el también famoso Thomas de Thomon, autor de la Bolsa y de las columnas rostrales de la Strelka de la isla Vasílievski.
Dos de los edificios históricos más famosos se hallan en la avenida Kamenoostrovski (principal arteria de la isla), y fueron construidos durante el reinado de Pablo I. La iglesia de la Natividad de San Juan Bautista, construida en estilo gótico entre 1776 y 1781, se edificó como acción de gracias por la victoria de flota rusa ante los otomanos en la batalla de Çeşme. La iglesia es famosa por el hecho de que perteneció inicialmente a la orden de Malta (cuyo gran maestre era el zar) y también por el hecho de que el príncipe Kutúzov que había sido nombrado comandante en jefe del ejército ruso en el palacio Kamennoostrovski, rezó por la victoria. Entre los niños bautizados en esta iglesia estuvieron Natalia Pushkina, Grigori Pushkin o Aleksandr Pushkin. La gran Casa de los Inválidos de un piso (reconstruida ahora como complejo de deportes) se construyó para los veteranos de ese batalla.
Bajo Alejandro I y su hermano menor, Nicolás I, la isla se convirtió en el centro de la vida secular. Durante el siguiente periodo constructivo en el que Kámenni estuvo de moda, se construyó un teatro de verano en sólo cuarenta días de acuerdo al proyecto del arquitecto Smaragd Shústov, en el que actuaron las compañías más reputadas del momento. Entre los asiduos al teatro estuvieron el propio zar Nicolás y los oficiales del próximo Regimiento de la Guardia a caballo.
Durante el reinado de Nicolás II se construyeron numerosas dachas en la isla, encargadas por el industrial Nikolái Putílov, el comerciante Serguéi Yeliséyev, el profesor Vladímir Béjterev, el abogado Víktor Planson, el arquitecto Robert Meltzer, el ingeniero Serguéi Cháyev o el ingeniero de caminos y fundador de Harbin Nikolái Sviyaguin.

### Período postrevolucionario
En 1918, todas las mansiones fueron nacionalizadas y trasferidas a una colonia infantil. A mediados de la década de 1930, las antiguas mansiones privadas se unificaron en un complejo de dachas para la nomenklatura.
Durante los años del poder soviético, se abrieron varios sanatarios públicamente accesibles en la isla Kámenni. El palacio Kamenoóstrovski albergaría el sanatorio del ministerio de Defensa. En el palacio Pólovtsov (o dacha Pólovtsov), la mansión Vollenveider y otros se estableció el sanatorio Klinícheski.  En la dacha Gausvald, el sanatorio de la LMZ.
Tras el inicio de la perestroika, muchos de estos sanatorios fueron cerrados y varias mansiones pasaron a manos privadas. Entre 1993 y 2010 el consulado general de Dinamarca se situó en la mansión Vollenveider. El palacio de Aleksandr Pólovtsov está incluido en el Registro Estatal Unificado de Objetos de Patrimonio Cultural de Rusia. La casa de la princesa M. K. Kugushev la ocupa la escuela infantil Kustódiev. En la casa, que había sido anteriormente cedida por la Kleinmichel, se halla la Casa de Recepciones, subordinada a la Oficina del Presidente de la Federación Rusa. Se llevaron a cabo trabajos de restauración en la dacha Gausvald.
En 2008, se planeó que los terrenos de la isla Kámmeni controlados por la Oficina del Presidente se expandieran para crear un complejo presidencial de residencias y establecer sistemas de seguridad. Sería la residencia del Presidente en sus visitas a San Petersburgo, y el acceso a la isla se limitaría en esos periodos. Sin embargo en 2012 se anunció la donación de las instalaciones a un centro de educación para niños con talento. Por varias décadas, la residencia del metropolitano de San Petersburgo se ha situado asimismo en la isla Kámenni.

## Galería de fotografías

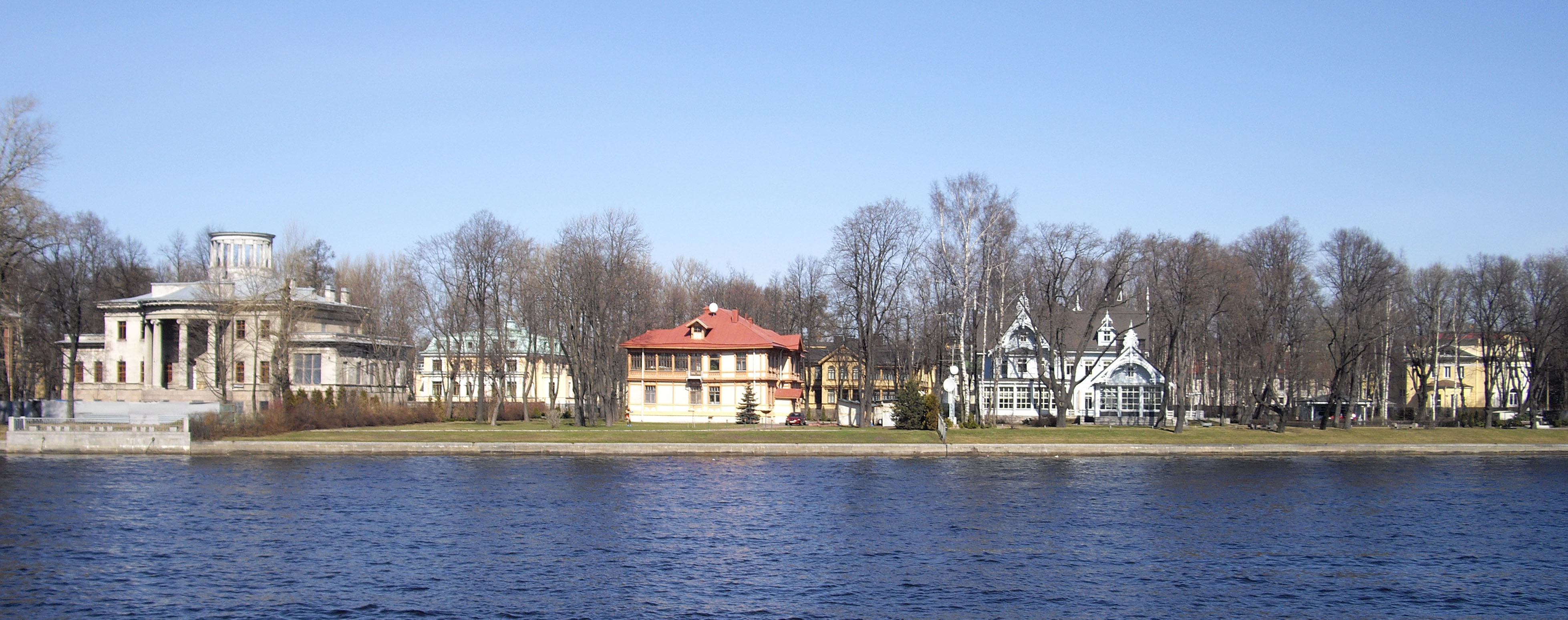
Vista de la isla desde el dique de Pesóchnaya a través del Pequeño Nevka.
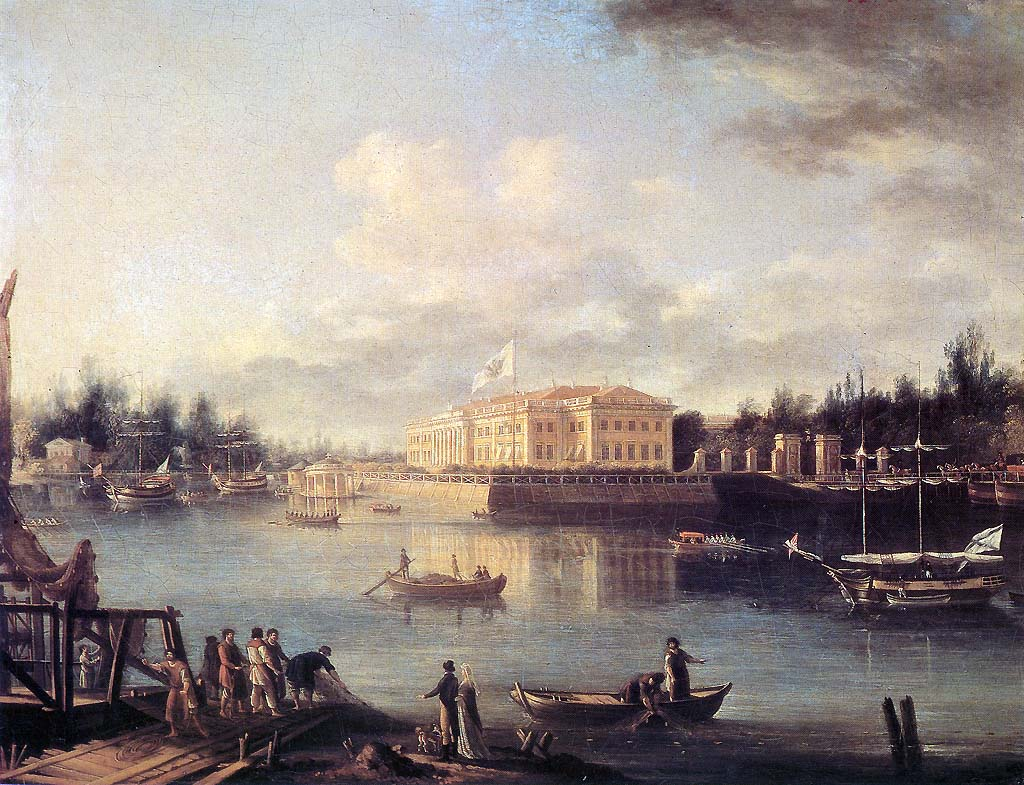
Semión Shchredín, Vista de la isla Kámenni y su palacio en San Petersburgo, 1803.
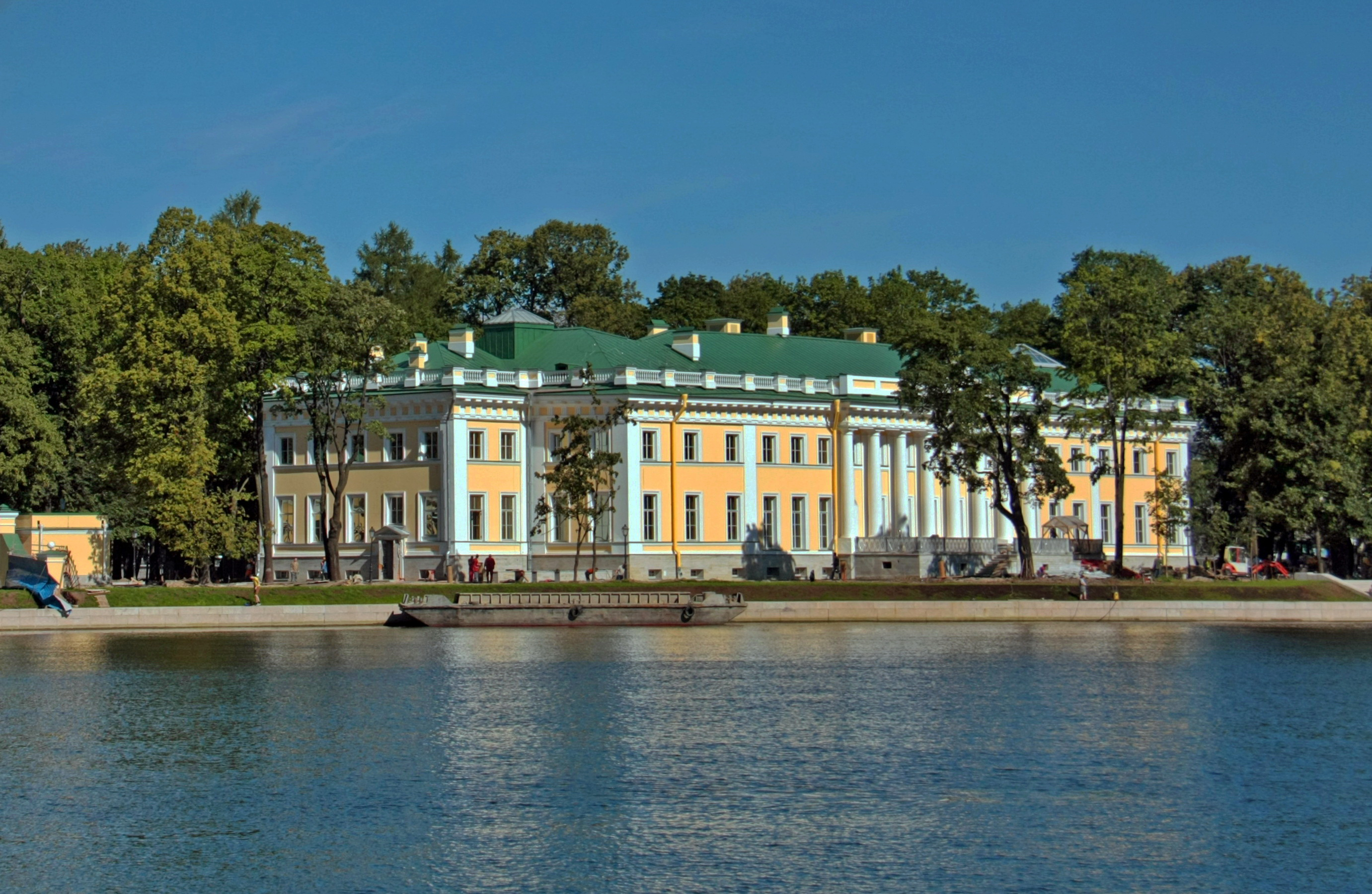
El palacio de la isla Kámenni.
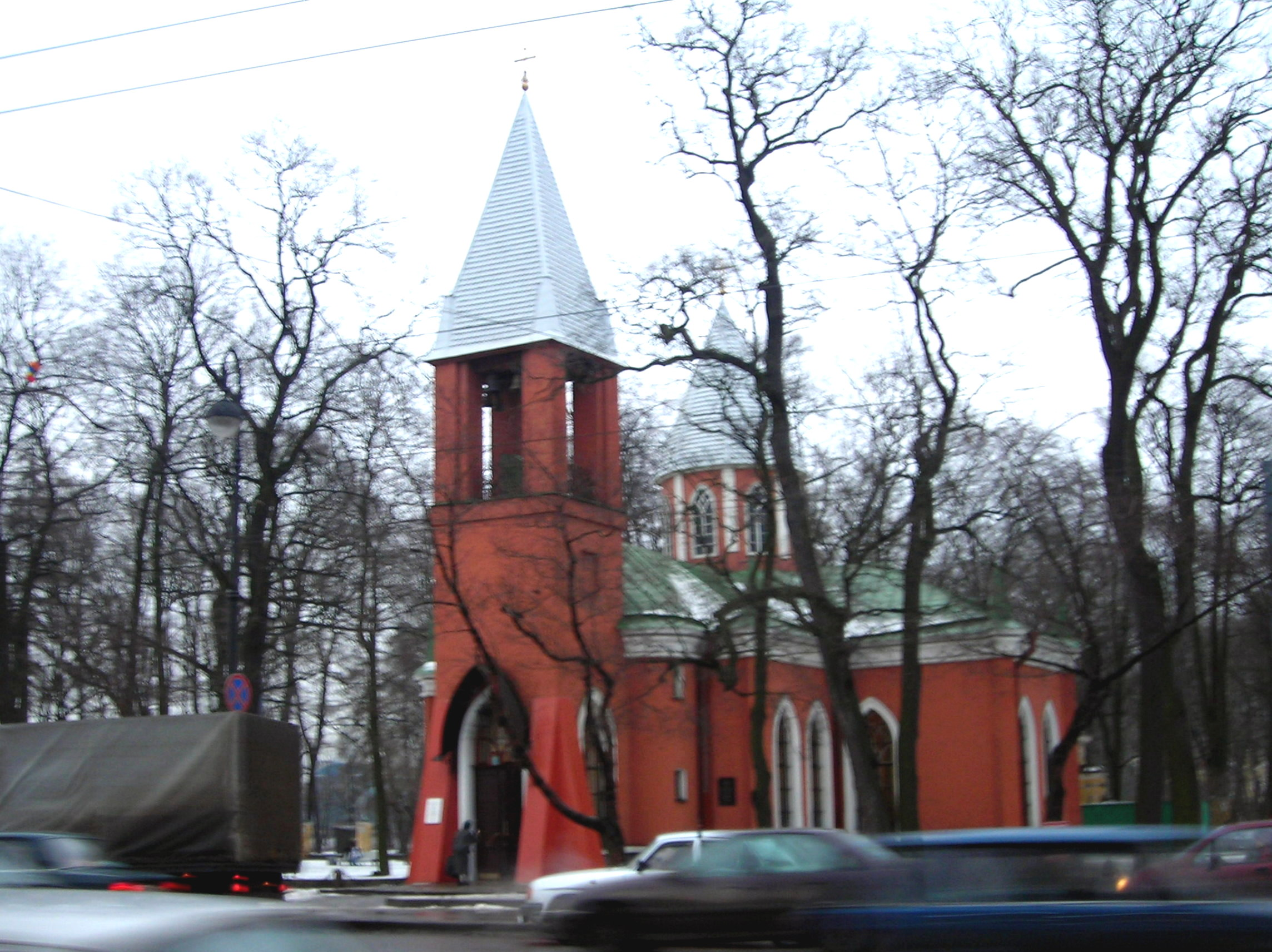
iglesia de la Natividad de San Juan Bautista.
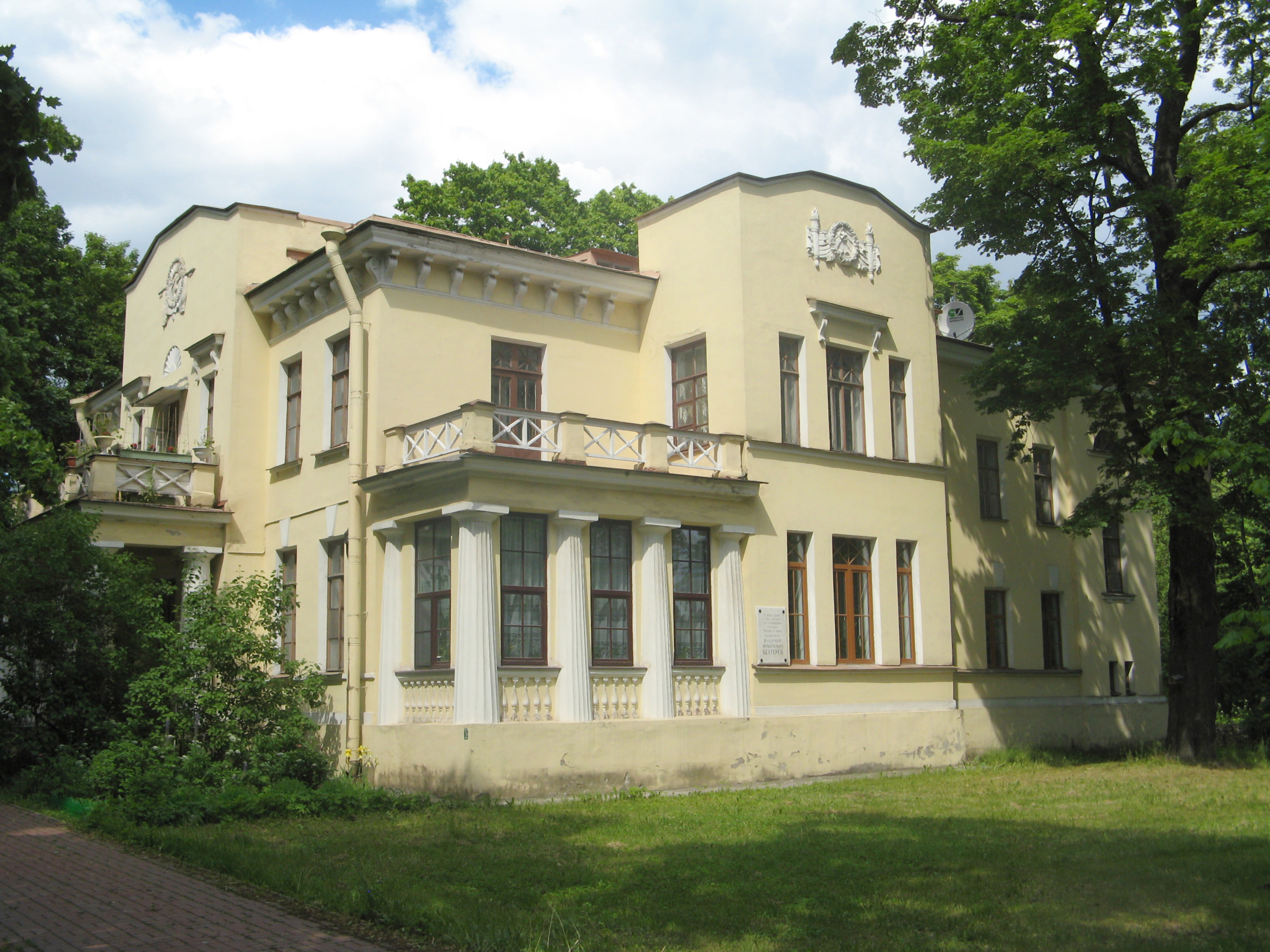
Mansión Béjterev.
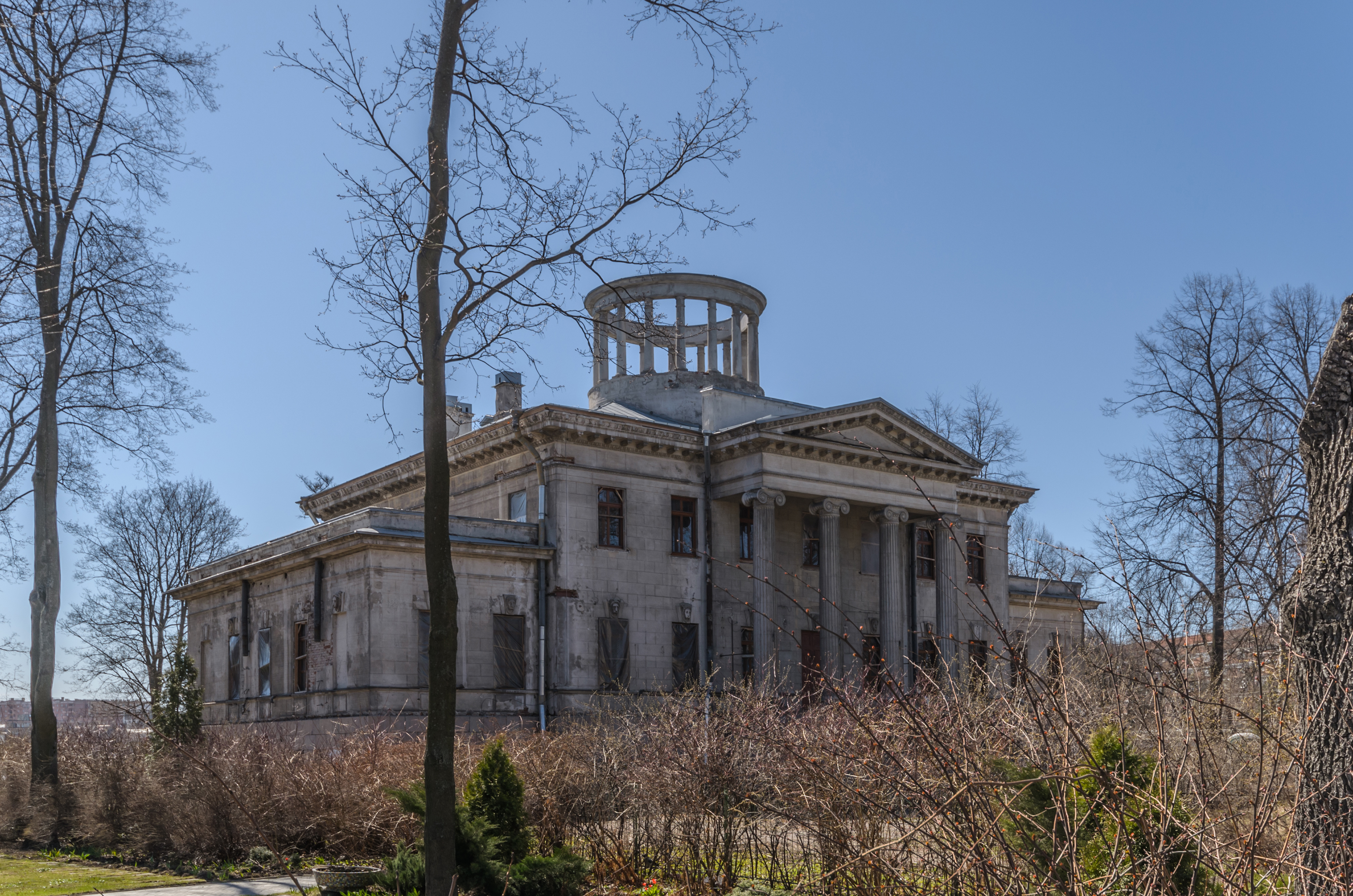
Dacha de Serguéi Cháyev.
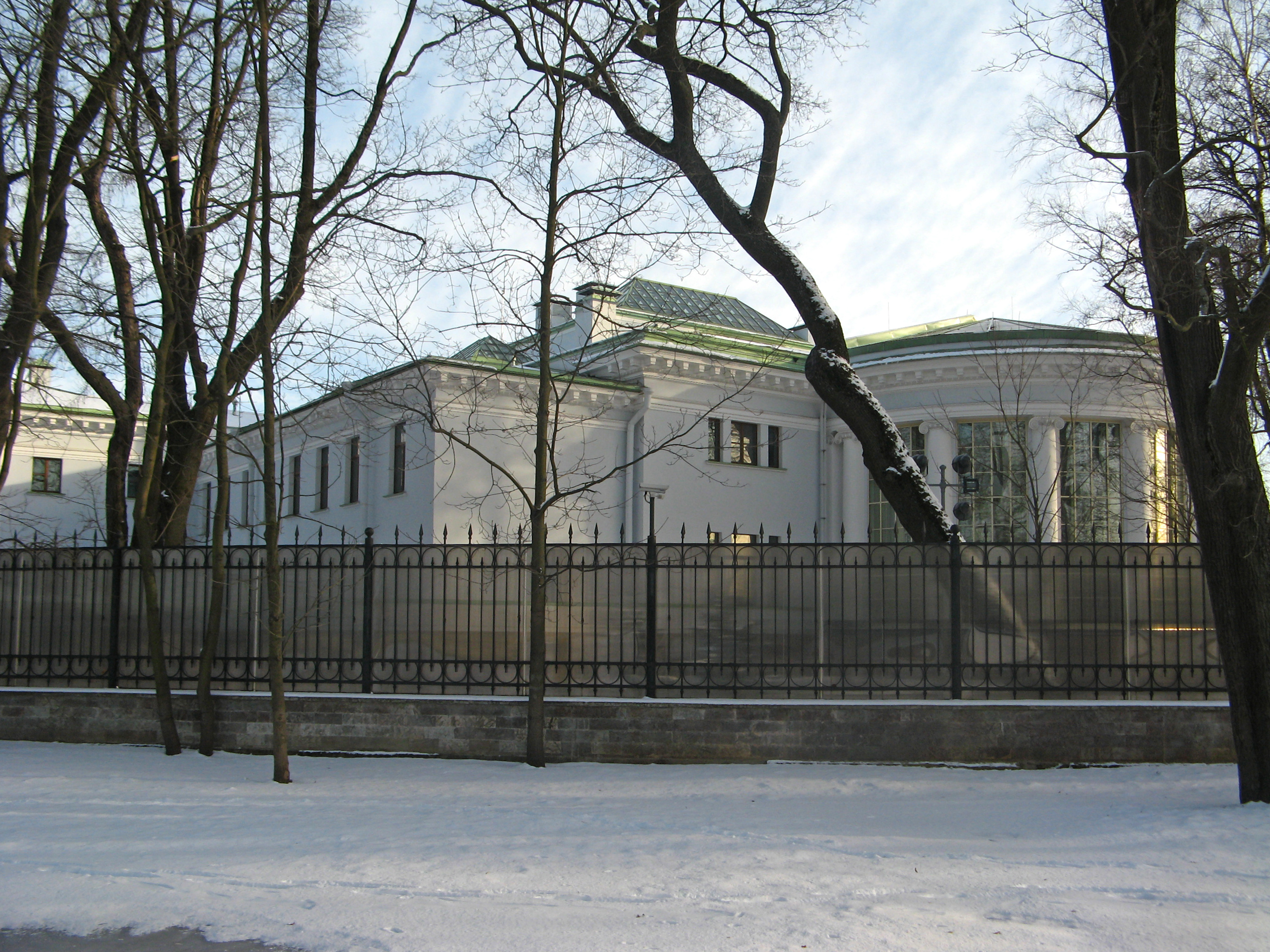
Palacio Polotsev.
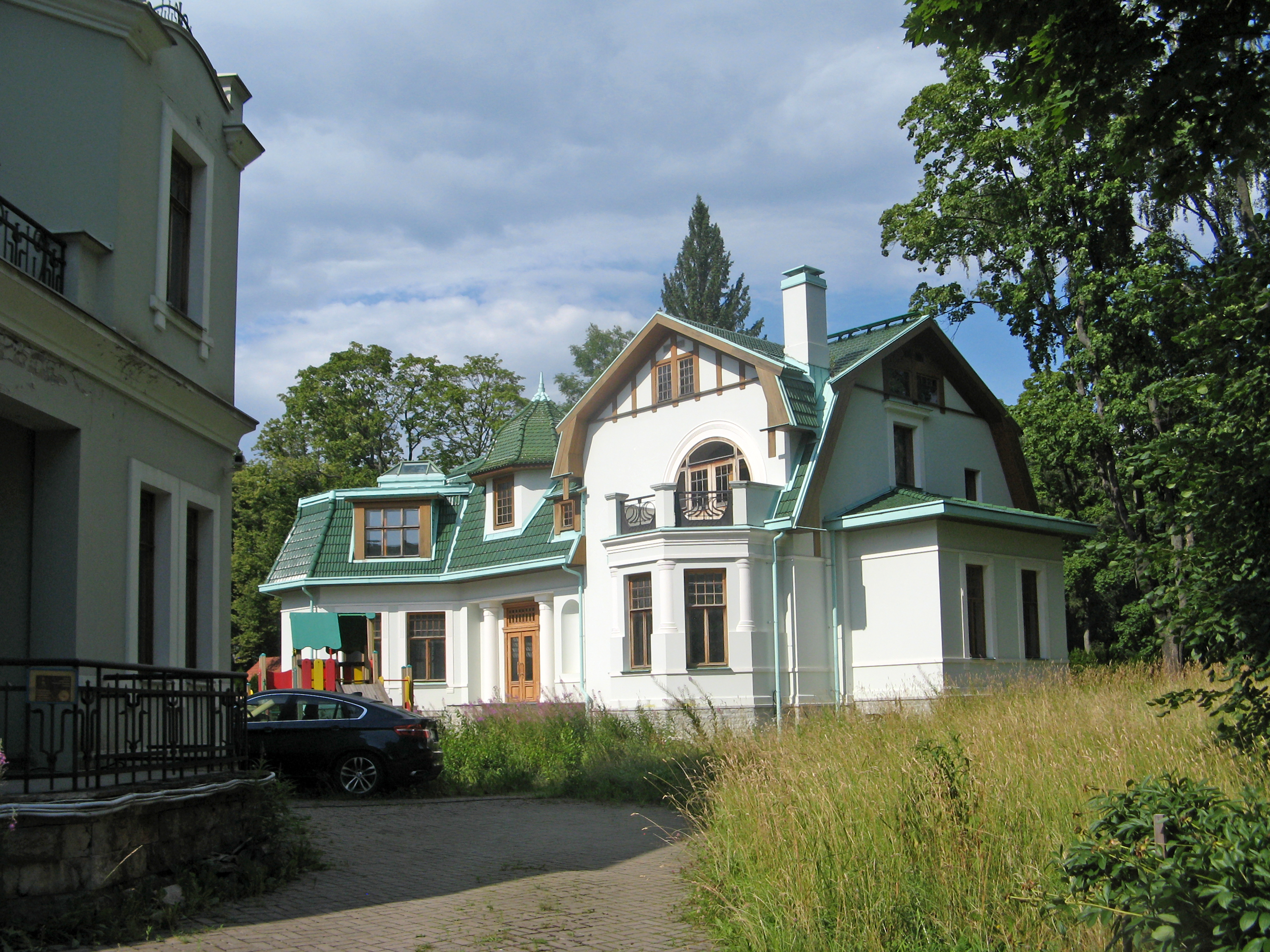
Dacha Sviyaguin.
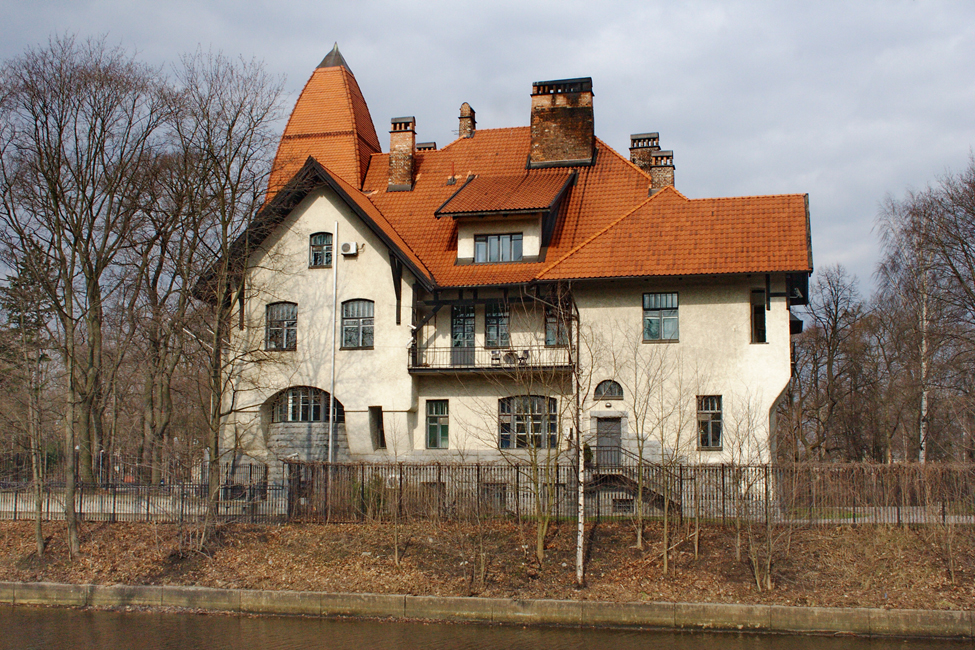
Mansión Vollenveider.
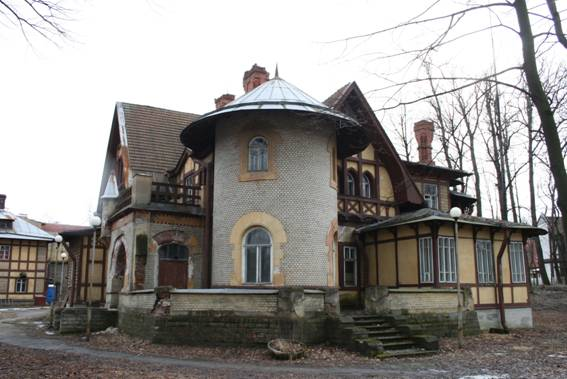
Dacha Gausvald.
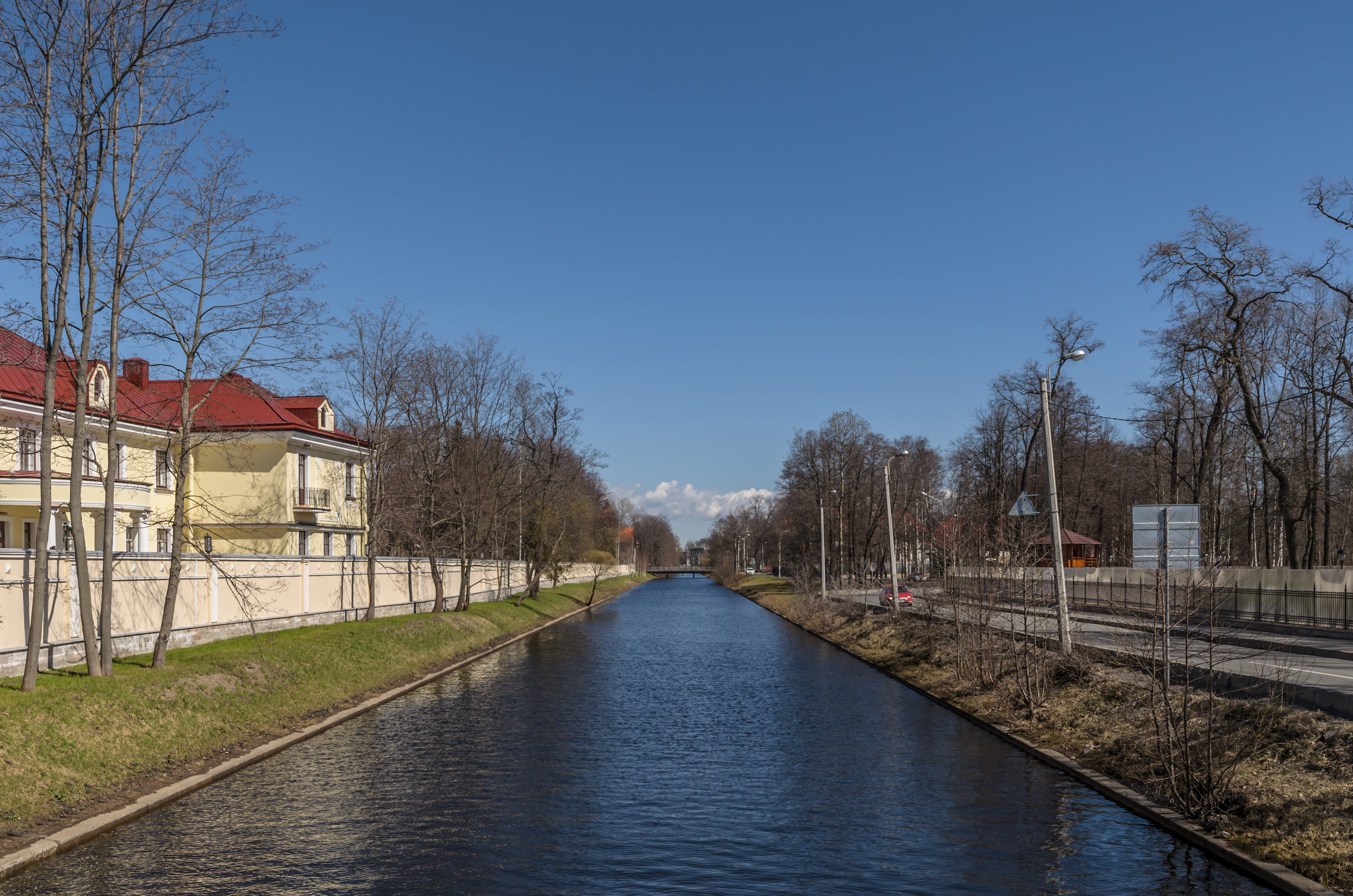
Gran canal de la isla Kámenni.